# 陈昌盛
陈昌盛（1976年8月—），男，傣族，中华人民共和国政治人物，中国共产党党员。中国社会科学院研究生院研究生学历，经济学博士，研究员。曾任国务院发展研究中心宏观经济研究部部长、副主任，现任国务院研究室副主任。

## 生平
2008年7月至2023年7月，历任国务院发展研究中心宏观经济研究部第一研究室副主任、主任，宏观经济研究部副部长。2017年12月，任国务院发展研究中心宏观经济研究部部长。2023年7月，升任国务院发展研究中心党组成员、副主任。2023年12月，转任国务院研究室副主任。